# Kampen
Kampen (kiejtéseⓘ) város és az azonos nevű község (gemeente) központja Hollandia középső részén, Overijssel tartományban, az IJssel folyó alsó szakaszán. Magyarországi testvérvárosa Pápa. A körzet 162 km²-es területén körülbelül 49000-en élnek. Zwolle körzettel együtt Overijssel tartományon belül egy közigazgatási régiót alkot.

## Települések
A kampeni körzet az alábbi településeket foglalja magában:
| Helységnév     | Lakosság |
| -------------- | -------- |
| Kampen         | 32.840   |
| IJsselmuiden   | 10.310   |
| Grafhorst      | 900      |
| Wilsum         | 780      |
| Kamperveen     | * 780    |
| 's-Heerenbroek | 590      |
| Zalk           | 540      |
| Bron: CBS      |          |

* Egyutcás falu szórványos házakkal

## Háztartások száma
Kampen háztartásainak száma az elmúlt években az alábbi módon változott:

## Története
Már 1150 körül volt egy faházakból álló település a mai Kampen helyén, a város nevét azonban csak 1277-ben említik először. Városi rangot 1236-ban kapott. Kedvező fekvésének köszönhetően − a Zuiderzee és a Rajna közötti kereskedelmi utak mellett épült − apró falucskából hamarosan jómódú kereskedővárossá, a Hanza-szövetség tagjává vált, hogy aztán Északnyugat-Európa egyik leghatalmasabb és legbefolyásosabb városává nője ki magát. A tizennegyedik században Kampen elcserélte a Jan van Arkel utrechti püspökkel a Mastenbroek poldert az IJssel-delta felé való terjeszkedés jogára. 1430-ra azonban az IJssel eliszaposodása fokozatosan véget vetett Kampen szerencséjének.
A 17. század végén a Németalföldi Köztársaság, Anglia és Franciaország között vívott háború végleg megtörte a város roppant erejét. A delta felé való terjeszkedés joga által a város birtokolta az egyre nagyobbá váló kampeni szigetet. A bérgazdálkodásból befolyó jövedelmek olyan magasak voltak, hogy a városnak nem kellett adókat kivetnie.

### Dohány
Körülbelül 1815-től a dohány határozta meg Kampen arculatát. Ezt az iparágat többek között éppen a kedvező adóviszonyok vonzották ide. Két kisebb dohánygyár megjelenése után a Brémából származó nagy Lehmkuhl szivargyár is letelepedett a városban. 1880 körül már Kampen lakosságának körülbelül a fele a dohányiparban dolgozott és hetente másfél millió szivart gyártottak. Később, a harmincas évek gazdasági világválságának, a második világháborúnak és a cigaretta elterjedésének következtében a szivargyártás csaknem teljesen megszűnt Kampenben, ma már csak a − szinte emlékműnek számító − de Olifant szivargyár működik.

### Egyetem
1834-ben a holland protestáns egyházon belül egy kisebb egyházszakadásra került sor, a kivált református felekezet pedig 1854-ben Kampenben telepítette le lelkészképző iskoláját, szintén a kedvező adófeltételek miatt. Ebből az iskolából nőtt ki két egyetem: a Református Teológiai Egyetem (Gereformeerde Theologische Universiteit Kampen, ThUK) és a Felszabadított Teológiai Egyetem (Vrijgemaakte Theologische Universiteit Kampen). Az előbbi az Óutcán (Oudestraat) és a Gabonapiacon (Koornmarkt) állt és a Holland Református Egyház tulajdona volt. Jelenleg az azóta újra egyesült Holland Protestáns Egyházé, és 2007. január 1-je óta az Protestáns Teológiai Egyetem részét, annak kampeni tagozatát képezi. Az Protestáns Egyetem másik tagozatai Utrechtben és Leidenben találhatóak.
Korábban a gabonapiaci épületben működött a Holland Királyi Kelet-indiai Hadsereg tisztképzője. A másik egyetem a Testvér utcában (Broederweg) található és a Felszabadított Református Egyház tulajdona.

## Közlekedés és szállítás
Kampen az N50-es főút mentén fekszik. A Kampen és a hattemerbroeki csomópont közötti részen (A50) háromsávos út van kiépítve, a Kampen és Emmeloord közötti A6-os részben földfelszíni, részben emelt út. Ezen az úton Kampentől nyugatra épült egy új híd, az ún. Szigethíd (Eilandbrug). A városközpontban és a várostól keletre még két híd áll: a Városi híd (Stadsbrug) és a Malomhíd (Molenbrug). Ugyancsak fontosak a Genemuidenbe és Drontenbe vezető utak.
Kampen vasúton Zwolle felől közelíthető meg a Kamperlijntjeének nevezett vonalon, az állomás a jobb oldalon áll. 2012 végére a város déli részén fel fog épülni egy új állomás a Zwollét és Lelystadot összekötő Hanzelijn nevű vasútvonalon. Fontos buszjáratok a 141-es (Zwolle − Emmeloord − Urk) és a 143-as (Kampen − Dronten − Lelystad). A 330-as Zwolle − Lelystad közötti és a 341-es Zwolle − Emmeloord közötti buszok nem mennek be az pályaudvarra, de megállnak a N50-es carpool állomáson.

## Történelmi épületek és egyéb látnivalók

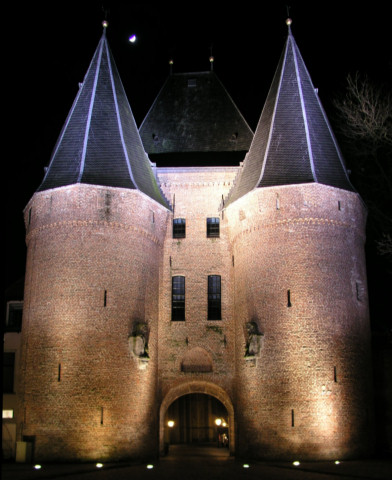
A Koornmarktspoort éjszaka, a folyó felől

Kampenben számos régi és nagyon régi épület van, köztük az egykori városfal megmaradt részei (Gabonapiaci kapu, Szerzetes-kapu, Testvér-kapu), valamint a Felső (Szt. Miklós) templom. A valaha fallal körülkerített város utcaszerkezete ma is látható.
- A Gabonapiaci kapu (Koornmarktspoort) az IJssel folyó partján áll, valószínűleg a 14. században épült és a 15. századgban bővítették ki külső oldalán két kerek toronnyal.
- A Testvér-kapu (Broederpoort) egy négyszögű épület négy karcsú szögletes toronnyal. Eredetileg 1465-ben épült, de 1615-ben átépítették reneszánsz stílusban.
- A Szerzetes-kapu (Cellebroederpoort) ugyancsak egy négyszög alaprajzú épület, melyet két vaskos kerek torony fog közre. Eredetileg 1565-ben épült, és 1617-ben ezt is átépítették, szintén reneszánsz stílusban.
- A városháza a 15. század végéről való; a tanácsteremben látható egy reneszánsz stílusú, díszes homokkő kandalló (1543–1545) és fafaragások láthatók.
- A harangjátékot játszó Új torony (Nieuwe toren) 1648–1664 között épült Philips Vingboons tervei alapján.

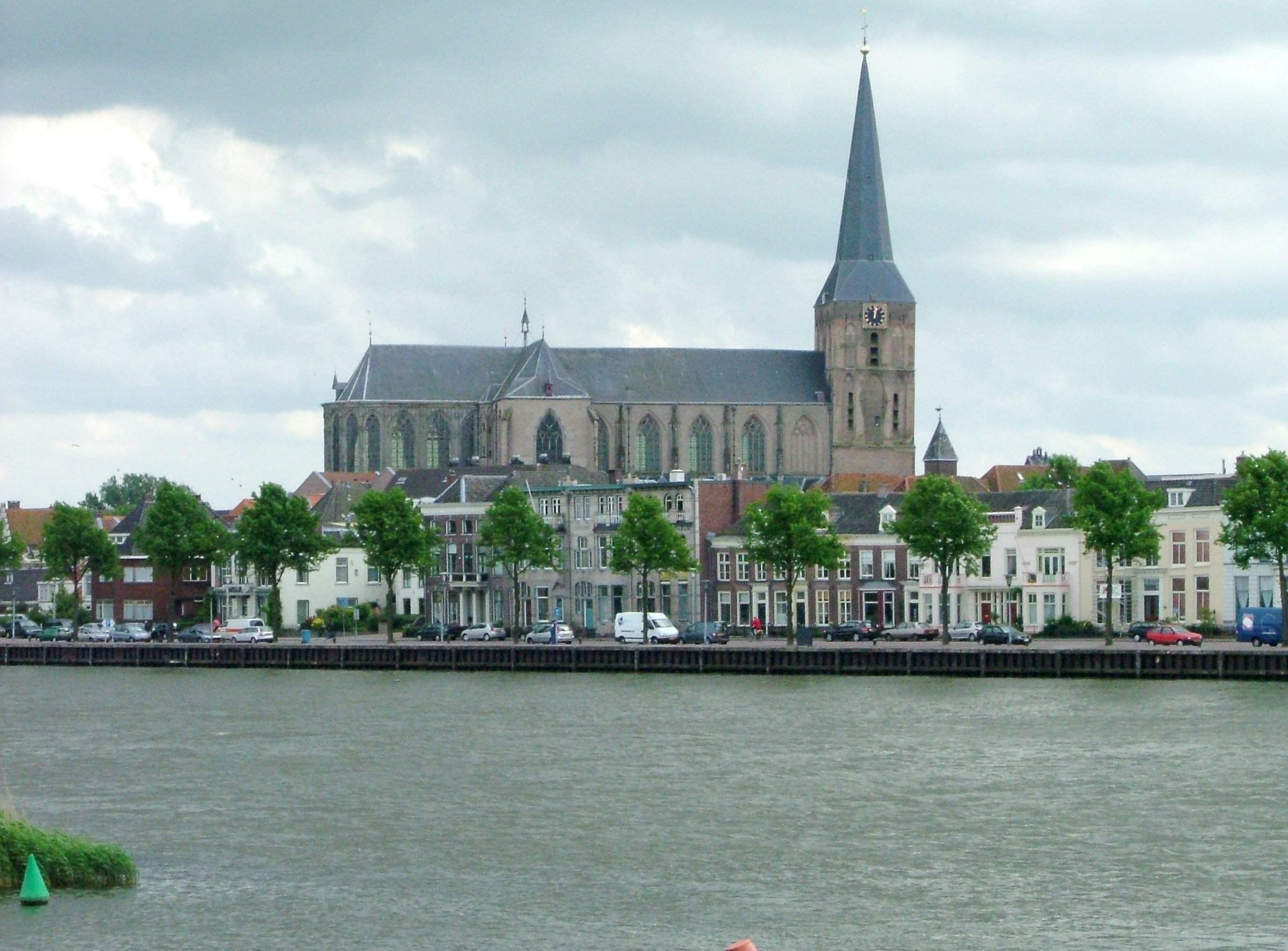
A Felső templom

- A Felső templom, illetve hivatalos nevén Szent Miklós-templom (Bovenkerk, Sint Nicolaaskerk) egy monumentális gótikus kereszthajós bazilika a 14.-15. századból. Belső terét egy kora reneszánsz karzat (1552), egy terméskőből faragott szószék (kb. 1550) és egy hatalmas orgona (1670–1676) díszíti.
- A Testvértemplom (Broederkerk) egy 14. századi teremtemplom, amely eredetileg egy ferences kolostoré volt.
- A római katolikus Külső templom vagy Miasszonyunk templom (Buitenkerk, Onze Lieve Vrouwekerk) ugyancsak teremtemplom, mely egy 14. századi kereszthajós templom átépítése során jött létre.

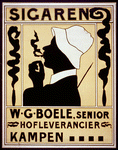
A W.G. Boele senior dohánygyár reklámja falfestményen

Ásatások során más 12.–13. századi templomok maradványai is napvilágra kerültek, melyeket a tőzegre és agyagra építettek. Kampenben számos régi vendégház és egyházi menedékház is van. Van a városban néhány gazdasági épület, úgynevezett városi gazdaságok, valamint egy 1842-ben épült nyolcszögű búzamalom. Az IJssel folyó túloldaláról Kampen Hollandia egyik legszebb városképét nyújtja.
A kampeni dohánymúzeumban megtekinthető Európa legnagyobb (öt méteres) szivara.
A de Olifant dohánygyárban még ma is a 19. századi gépeken készül a szivar; idegenvezetés is kérhető.
Kampen belvárosában több tucat falfestmény látható, ma már nem működő üzletek hirdetései. Ezeket a színes falfestményeket, melyeken többek között szecessziós hatást is felfedezhetünk, helyi művészek készítették. A festményeket a középosztály freskóinak nevezik. Az önkormányzat aktívan támogatja a festmények vakolatrétegektől való megtisztítását, helyreállítását és megőrzését.

## Politika
A helyhatósági választások eredményei 2002-ben és 2006-ban:
| Képviselőtestület                             | Képviselőtestület | Képviselőtestület | Képviselőtestület | Képviselőtestület | Képviselőtestület |
| --------------------------------------------- | ----------------- | ----------------- | ----------------- | ----------------- | ----------------- |
| Párt                                          | % 2002            | % 2006            | Székek, 2002      | Székek, 2006      |                   |
| ChristenUnie (Keresztény Unió)                | 19,3              | 20,9              | 6                 | 6                 |                   |
| CDA (Kereszténydemokrata párt)                | 24,8              | 18,1              | 7                 | 6                 |                   |
| PvdA (Munkáspárt)                             | 17,2              | 18,0              | 5                 | 5                 |                   |
| SGP (Református párt)                         | 13,8              | 11,8              | 4                 | 3                 |                   |
| Gemeentebelangen Kampen (Lokálpartióták)      | 10,1              | 16,4              | 3                 | 5                 |                   |
| GroenLinks (Zöldek)                           | 4,8               | 6,3               | 1                 | 2                 |                   |
| KIJK op Kampen                                | -                 | 4,5               | 0                 | 1                 |                   |
| VVD (Néppárt a Szabadságért és Demokráciáért) | 10,0              | 4,0               | 3                 | 1                 |                   |
| Részvétel                                     | 61,2              | 67,2              | 29                | 29                |                   |

## Híres emberek

### Díszpolgárok
- Willem Johan Kolff (1911), orvos, a művese feltalálója (1945, kampeni városi kórház). Nevét a városban utca viseli (Dr. Kolfflaan)

### Itt született
- Henrico Drost (1987), labdarúgó
- Jeroen Drost (1987), labdarúgó
- Samuel Goudsmit, író
- Barbara Karel (1976), presentatrice
- Willem G. van Maanen (1920), író, újságíró
- Hilbrand Nawijn (1948), politikus
- Alexander Cornelis Noordhoek Hegt (1870–1933), suriname-i vezető
- Sybren Polet (1924), költő, író
- Klaas Schilder (1890–1952), teológus és szabadságharcos
- Ton Schipper (1935–2007), politikus (többek között Texel és Oosterhesselen polgármestere)
- Jaap Stam (1972), labdarúgó
- Petra van Staveren (1966), úszónő, olimpiai bajnok (1984, száz méteres mellúszás)
- Cathy Ubels (1928), politikus
- Henk van Ulsen (1927), színész
- Johannes van Vloten (1818–1853), teológus, filozófus, művészetkritikus és irodalmár
- Jan Voerman (1857–1941), festőművész
- Jan Willem de Winter (1761–1812), a holland hadsereg főparancsnoka a francia forradalom és a napóleoni háborúk idején

### Itt élt
- Hendrick Avercamp (1585–1634), festő, a kampeni néma, nevét a városban utca (Avercampstraat) és egy kávéház viseli
- Ida Gerhardt (1905–1997), költőnő
- Geert van Wou (1440–1527), harangöntő
- Willem Tholen (1860–1931), festő
- Walter Brandligt (1901–1943), író, szabadságharcos

## Testvérvárosai
- Eilat, Izrael
- Meinerzhagen, Németország
- Pápa, Magyarország
- Soest, Németország